# Народжений американцем
Народжений американцем (англ. Born American, фін. Jäätävä polte) — американсько-фінський фільм кінорежисера Ренні Гарліна, знятий 1986 року за власним сценарієм.

## Опис
Троє американських студентів, які проводять канікули в Фінляндії, обдуривши пильність радянських прикордонників, «жартома» нелегально переходять фінсько-радянський кордон. Хлопців вистежують радянські прикордонники та відкривають по них вогонь. Потім хлопці потрапляють в тенета жорстоких агентів КДБ. Їх безневинна гра перетворилася в жорстоку війну, і потрапивши до в'язниці, студенти усвідомлюють, що життя стало справжнім кошмаром...

## У ролях
| Актор            | Роль                            |
| ---------------- | ------------------------------- |
| Майк Норріс      | Савой Браун                     |
| Стів Дарем       | Мітч                            |
| Девід Коберн     | К. С.                           |
| Альберт Салмі    | Американський представник       |
| Талмус Расулала  | Адмірал                         |
| Веса Вьєрікко    | Капський                        |
| Ісмо Калліо      | Зарков                          |
| Паулі Віртанен   | Сергій                          |
| Пііта Вуосалмі   | Надя Кулакова                   |
| Лаура Хеймо      | Ірина                           |
| Маркку Блумквіст | Батько Ірини                    |
| Антті Горко      | Козак                           |
| Сарі Гавас       | Дівчина на вечірці              |
| Матс Гельге      | Священик (в титрах не вказаний) |
| Юхані Туомінен   | Продавець автівок               |
| Стек Пірс        | Адмірал (в титрах не вказаний)  |